# Yes It Is
Yes It Is (englisch für: Ja, so ist es) ist ein Lied der britischen Band The Beatles aus dem Jahr 1965, das als B-Seite der Single Ticket to Ride erschien.

## Hintergrund
John Lennon: „Damit hab ich versucht, eine Neufassung von This Boy zu schreiben, aber es hat nicht funktioniert.“

## Komposition
Auf dem Plattenlabel wird als Autorenteam Lennon – McCartney genannt. „Ich war dort und schrieb ihn mit John, aber es war seine Inspiration, und ich half ihm bei der Fertigstellung. Yes It Is ist ein schöner Song von John, eine Ballade, ungewöhnlich für ihn.“
Das Lied steht im 12⁄8-Takt, ist in E-Dur notiert und hat eine Länge von 1:55 Minuten. Das Tempo wird mit Slowly angegeben, vom Genre her ist der Song eine Ballade.

## Text
„Im Text wird ein Mädchen davor gewarnt, etwas Rotes anzuziehen, weil das die Farbe gewesen sei, die die Freundin des Sängers immer getragen habe.“ „Er bittet seine Schöne, kein rotes Kleid mehr zu tragen, weil ihn die Farbe an seine alte Liebe erinnert.“ Vielleicht verlief diese frühere Beziehung nicht zufriedenstellend oder endete gar mit einem Tod: “[…] the singer states his wish to avoid painful memories of a previous relationship.” (‚[…] der Sänger äußert seinen Wunsch, schmerzhafte Erinnerungen an eine frühere Beziehung zu vermeiden.‘) Eine Deutung dieser Verse lautet: „Die Fantasie-Figur, die hier heraufbeschworen wird, ist vermutlich eine Anspielung auf seine rothaarige Mutter Julia […].“

## Besetzung
Besetzungsliste:
- John Lennon: Gesang, Rhythmus-Gitarre (Jose Ramirez Guitarra de Estudio oder Jose Ramirez A 1 Segovia Nylon-Saiten)
- Paul McCartney: Bass (1962–1963 Höfner 500/1), Harmoniegesang
- George Harrison: Leadgitarre (Gretsch Tennessean), Harmoniegesang
- Ringo Starr: Schlagzeug (1964 Ludwig Oyster Black Pearl „Super Classic“)

## Aufnahme
Die Aufnahme erfolgte am Dienstag, den 16. Februar 1965 im Studio 2 der Abbey Road Studios. Es wurden insgesamt 14 Takes aufgenommen. Produzent war George Martin, Toningenieur Norman Smith.

## Veröffentlichung
In Großbritannien wurde die Single Ticket To Ride / Yes It Is am Freitag, 9. April 1965 (Parlophone R 5265) veröffentlicht, in Deutschland, Österreich und der Schweiz angeblich bereits am Donnerstag, 25. März 1965 (Odeon O 22 950), wohl eher im April 1965. In den USA wurde der Titel auch auf der LP Beatles VI (Capitol T - 2358) am 14. Juni 1965 herausgebracht. Am 18. März 1996 erschien der Titel in einer variierenden Version auf Anthology 2.

## Chartplatzierungen
In Großbritannien erreichte die Single Ticket to Ride / Yes It Is Platz 1, in Deutschland Platz 2. In den USA erreichte Yes It Is Platz 46.

## Kritiken
“[…] an exquisite and intricate three-part harmony ballad […]”

„[…] eine ausgezeichnete und komplizierte dreistimmige Harmonie-Ballade“

„George schätzte den Song sehr und bedauerte, dass er nicht auf der A-Seite der Single stand.“

## Coverversion
Eine gesprochene Version des Stückes veröffentlichte Peter Sellers 1993 auf A Celebration of Sellers.